# Alexander López
Alexander Agustín „Alex” López Rodríguez (ur. 5 czerwca 1992 w Tegucigalpie) – honduraski piłkarz występujący na pozycji ofensywnego pomocnika, reprezentant Hondurasu, od 2024 roku zawodnik Olancho.

## Kariera klubowa
López pochodzi ze stołecznego miasta Tegucigalpa i jest wychowankiem tamtejszego zespołu CD Olimpia, w którego akademii juniorskiej zaczął trenować jako siedmiolatek. Do seniorskiej drużyny został włączony w wieku osiemnastu lat przez kolumbijskiego szkoleniowca Carlosa Restrepo i w Liga Nacional de Fútbol de Honduras zadebiutował 8 sierpnia 2010 w wygranym 2:0 meczu z Hispano, podczas którego zdobył również swojego premierowego gola w najwyższej klasie rozgrywkowej. W tym samym sezonie, Apertura 2010, zdobył z Olimpią tytuł wicemistrza kraju, a jego udane występy zaowocowały nagrodą dla odkrycia roku ligi honduraskiej. Po upływie kilkunastu tygodni wywalczył sobie pewne miejsce w pierwszym składzie i przez następne lata był kluczowym punktem drużyny Olimpii. W wiosennych rozgrywkach Clausura 2011 zanotował z nią kolejny tytuł wicemistrzowski, zaś w jesiennym sezonie Apertura 2011 osiągnął pierwsze w karierze mistrzostwo Hondurasu. Sukces ten powtórzył także pół roku później, w rozgrywkach Clausura 2012, a trzeci raz mistrzem kraju został w sezonie Apertura 2012. Czwarty z rzędu tytuł mistrza Hondurasu wywalczył natomiast podczas rozgrywek Clausura 2013.
W sierpniu 2013 López, mimo dużego zainteresowania ze strony europejskich klubów, przeszedł do amerykańskiego zespołu Houston Dynamo, dołączając do grającego już w tej drużynie swojego rodaka Bońka Garcíi. W Major League Soccer zadebiutował 24 sierpnia 2013 w przegranym 0:5 spotkaniu z Montreal Impact. W 2016 wrócił do Olimpii.

## Kariera reprezentacyjna
W 2009 roku López został powołany przez trenera Emilio Umanzora do reprezentacji Hondurasu U-17 na Młodzieżowe Mistrzostwa Ameryki Północnej, po uprzedniej grze w kwalifikacjach do tego turnieju, podczas których zdobył bramkę w spotkaniu z Belize (9:0). Podczas właściwych rozgrywek wystąpił we wszystkich trzech spotkaniach, a jego kadra zdołała awansować na Mistrzostwa Świata U-17 w Nigerii. Tam również miał niepodważalne miejsce w wyjściowym składzie i rozegrał wszystkie trzy mecze w pełnym wymiarze czasowym, a Honduranie zanotowali wówczas komplet porażek, odpadając z młodzieżowego mundialu już w fazie grupowej. W 2011 roku znalazł się w składzie reprezentacji Hondurasu U-20 na kolejne Młodzieżowe Mistrzostwa Ameryki Północnej. W kwalifikacjach do tych rozgrywek strzelił gola w meczu z Salwadorem (2:0), a we właściwym turnieju rozegrał dwa mecze, w których zanotował dwa trafienia; po jednym z Jamajką (2:1) i Gwatemalą (3:1). Jego kadra odpadła ostatecznie w ćwierćfinale, nie awansując na Mistrzostwa Świata U-20 w Kolumbii.
W 2010 roku López wziął udział w Igrzyskach Ameryki Środkowej i Karaibów, gdzie wystąpił w obydwóch meczach rundy kwalifikacyjnej, a męski turniej piłkarski nie odbył się ostatecznie ze względu na sprzeciw CONCACAF. W 2012 roku w barwach reprezentacji Hondurasu U-23 wystąpił w eliminacjach do Igrzysk Olimpijskich w Londynie, gdzie był jednym z ważniejszych graczy swojej drużyny, rozegrał sześć spotkań i wpisał się na listę strzelców w grupowej konfrontacji z Panamą (3:1), natomiast jego zespół dotarł do finału kwalifikacyjnego turnieju i zdołał awansować na olimpiadę. Kilka miesięcy później został powołany na Igrzyska Olimpijskie w Londynie, na których wystąpił w trzech spotkaniach, nie zdobywając gola i będąc na ogół rezerwowym graczem ekipy prowadzonej Luisa Fernando Suáreza, a Honduranie odpadli ostatecznie z męskiego turnieju piłkarskiego w ćwierćfinale.
W seniorskiej reprezentacji Hondurasu López zadebiutował za kadencji meksykańskiego selekcjonera Juana de Dios Castillo, 12 października 2010 w wygranym 2:0 meczu towarzyskim z Gwatemalą. W 2011 roku został powołany na turniej Copa Centroamericana, podczas którego wystąpił w dwóch meczach, pełniąc głównie rolę rezerwowego, zaś jego drużyna triumfowała w rozgrywkach. W 2013 roku znalazł się ogłoszonym przez kolumbijskiego szkoleniowca Luisa Fernando Suáreza składzie na Złoty Puchar CONCACAF. Tam był z kolei jednym z podstawowych graczy kadry narodowej i rozegrał wszystkie pięć spotkań, zaś Honduranie zakończyli swój udział w tej edycji imprezy na półfinale.